# Cordovilla (Navarra)

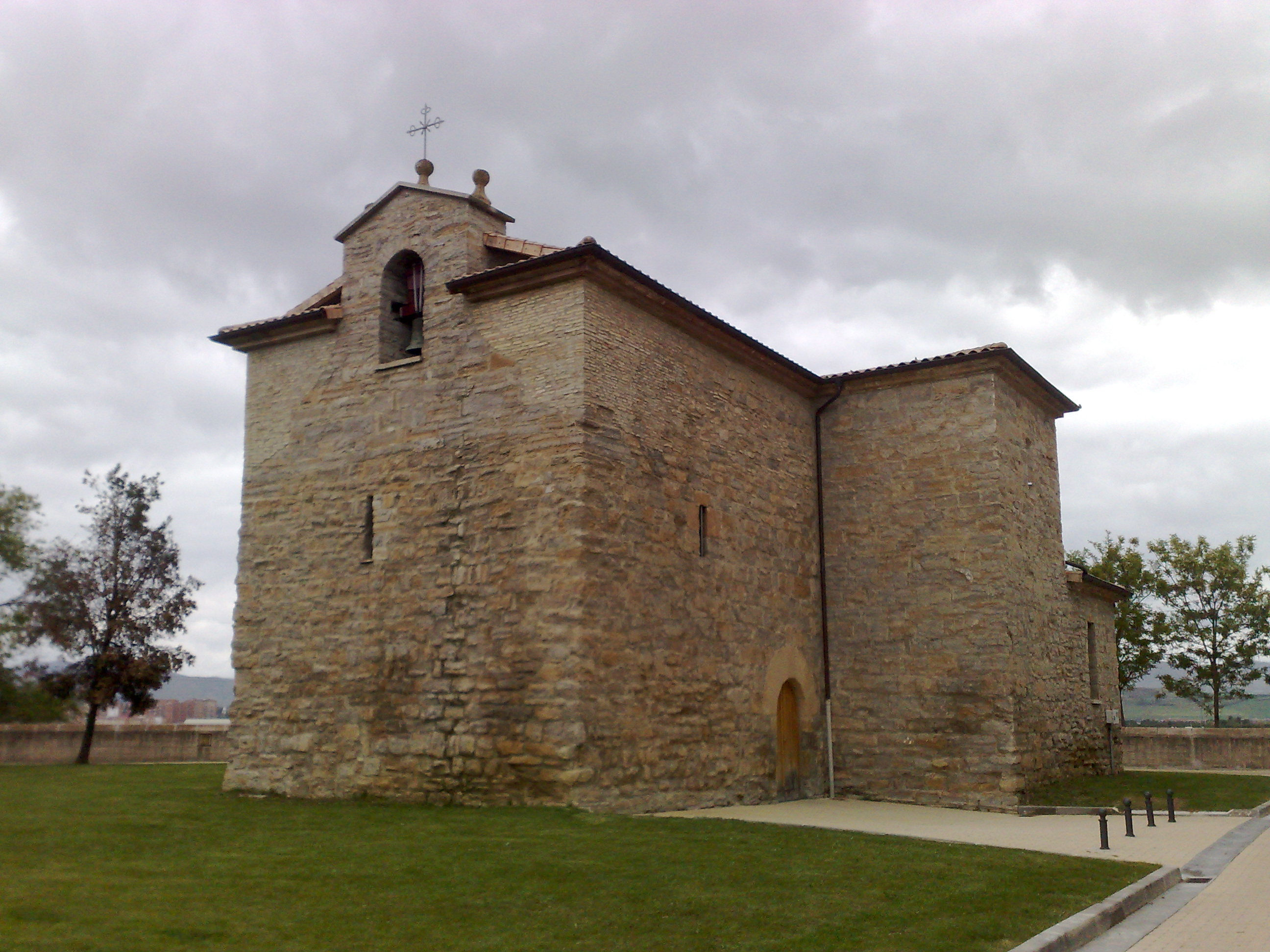
Iglesia de San Cosme y San Damián.

Cordovilla (Cordobilla en euskera según Euskaltzaindia, a veces escrito como Kordobilla o Kordobila) es una localidad española y un concejo de la Comunidad Foral de Navarra perteneciente al municipio de la Cendea de Galar, situado en la Merindad de Pamplona, en la Cuenca de Pamplona y a 3 km de la capital de la comunidad, Pamplona, formando parte de su área metropolitana. Su población en 2014 fue de 578 habitantes (INE).

## Topónimo
Su nombre puede ser una réplica del de Córdoba, como consecuencia de la implantación en el lugar, quizá hacia el siglo X, de algún grupo o familia de origen mozárabe. 
Otra teoría es que su nombre se deba a una corriente que hubo en la Edad Media de bautizar a pequeñas villas y aldeas con nombres de grandes ciudades europeas, como es el caso de Tolosa, que tomó prestado el nombre de Toulouse. Así, Cordovilla fue llamada Córdoba como atestiguan antiguos documentos y topónimos como "Kordoba bidea" ("Camino a Córdoba" en euskera) probablemente hasta que el castellano fue implantado en la Cuenca de Pamplona, momento en el que se le habría añadido el diminutivo "-illa", para diferenciarla de la ciudad de Córdoba.

## Geografía física

### Situación
La localidad se encuentra situada en la parte central de la Comunidad Foral de Navarra, al sur de la Cuenca de Pamplona y al nordeste de la Cendea de Galar, en una pequeña loma equidistante de los ríos Sadar y Elorz a una altitud de 440 msn. Su término concejil tiene una superficie de 2,649 km² y limita al norte con el municipio de Pamplona, al Sur  con Noáin y el concejo de Tajonar en Aranguren, al este con Mutilva Baja en Aranguren y al oeste con el concejo de Esquíroz.

## Historia

### Edad Media
En 1141 el rey de Pamplona, García Ramírez compró al Monasterio de Leyre el señorío que este tenía en torno al lugar. Posteriormente, en 1154, fue transferido por Sancho VI el Sabio a la Catedral de Pamplona. En 1234, la propiedad del lugar fue asignada a Sanz Díaz y Diego Sánchez mediante una sentencia dictada por jueces designados por el rey Teobaldo I, aunque la Catedral de Pamplona y la Orden Hospitalaria de San Juan de Jerusalén conservaron algunas propiedades en el término.
En 1407 el rey Carlos III de Navarra le concedió la primicia de 10 años para que la localidad pudiera reparar su iglesia, la cual se encontraba amenazando ruina.
García López de Roncesvalles compró en 1410 varias propiedades en la localidad, que anteriormente habían sido propiedad de la Orden Hospitalaria de San Juan de Jerusalén.
Mediante una bula papal se unieron en 1448, las iglesias de Cordovilla, Esquíroz y Espilce o Ipilce.

### Edad Contemporánea
Durante la Guerra de la Independencia fueron fusilados en la localidad 37 voluntarios por los franceses.
A mediados del siglo XIX, se localizaba en su término la cadena que existía a la salida de Pamplona, en la carretera de Zaragoza. y cerca de la localidad había una balsa donde se recogían sanguijuelas para su venta en Pamplona.

## Demografía

### Evolución de la población
| Gráfica de evolución demográfica de Cordovilla entre 2000 y 2023 |
|                                                                  |
| Datos según el nomenclátor publicado por el INE.                 |

## Transportes y comunicaciones

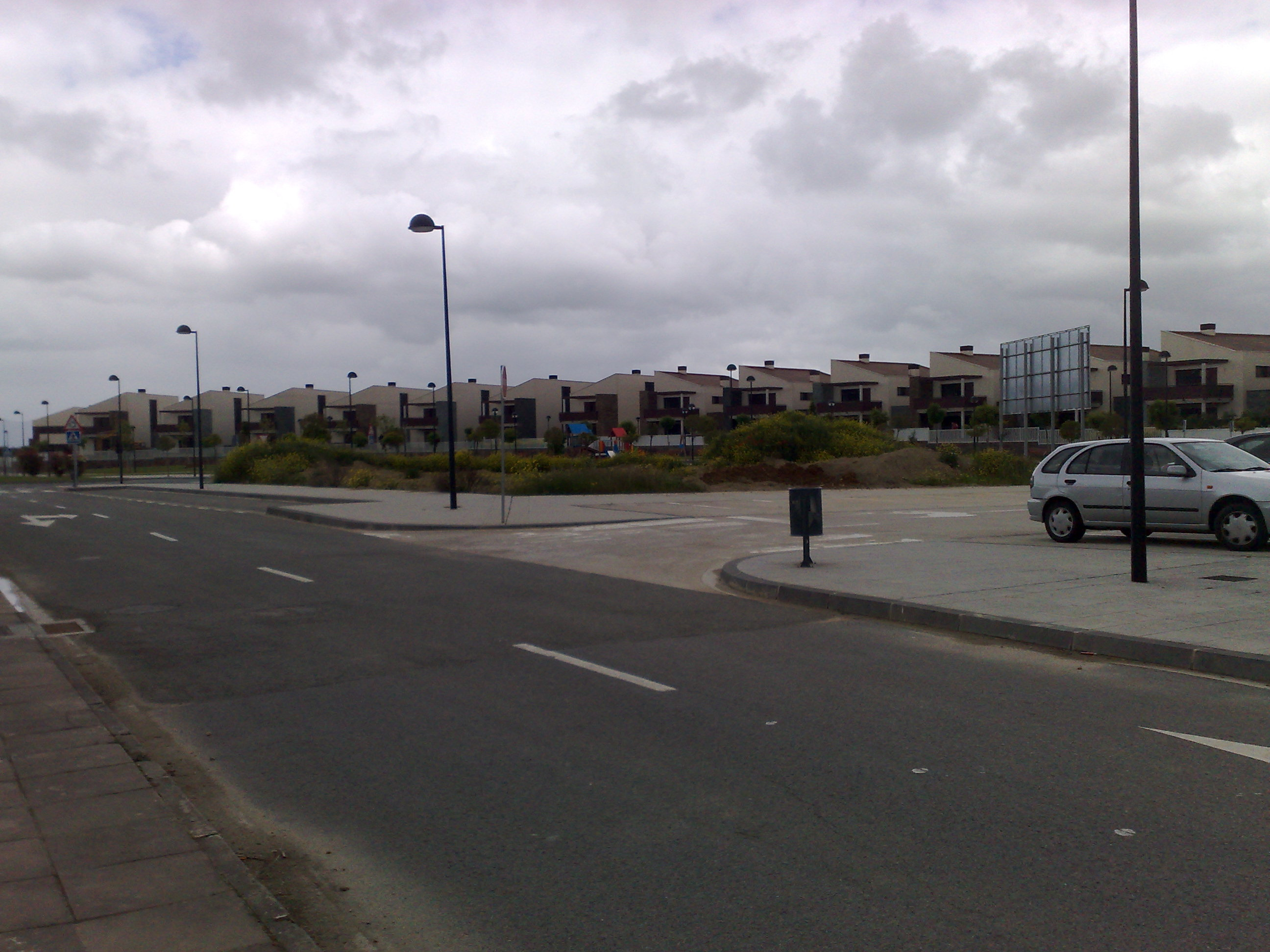
Nueva urbanización en Cordovilla.

### Red viaria

#### Accesos
A la localidad se accede mediante la carretera NA-6003, la cual enlaza con la NA-6001 (Pamplona-Esquíroz-Noáin-Imárcoain) y ésta a su vez de la Carretera del Sadar la cual discurre por el campus de la Universidad de Navarra. Además a la carretera NA-6001 también se puede acceder por la Ronda de Pamplona Oeste (A-15).

#### Otras vías
Además por su término también discurren las carreteras PA-31 (Acceso Sur a Pamplona) que enlaza con la carreterna nacional N-121 en dirección a Tudela, Zaragoza y Madrid; la autovía A-21 Autovía del Pirineo (Pamplona-Jaca) y la autopista AP-15 Autopista de Navarra en dirección a Tudela, Zaragoza y Madrid; la PA-32 (Acceso Suroeste a Pamplona) una pequeña vía que enlaza con el Parque comercial Galaria y ofrece comunicación con Mutilva, La Universidad Pública de Navarra; y la Ronda de Pamplona Oeste (A-15) un tramo de autopista libre de peaje que enlaza los dos tramos de la AP-15 el que va de en dirección Madrid-Zaragoza y el que va en dirección Vitoria-San Sebastián.

### Transporte urbano
| Eskualdeko Hiri Garraioa/Transporte Urbano Comarcal |       |                                                  |
| Inicio                                              | Línea | Fin                                              |
| Ezkaba                                              | 11    | Galaria - Mutiloa Industrialdea/Polígono Mutilva |
| Berriogoiti/Berriosuso - Berriozar                  | 16    | Noáin - Beriáin                                  |
| Kordobila/Cordovilla                                | 23    | Olloki                                           |
| Labriteko Aldapa/Bajada de Labrit                   | N3    | Noáin - Beriáin                                  |
| Taxi Iruñerria                                      |       |                                                  |
| Zona                                                | A     | A                                                |
| Estaciones                                          |       |                                                  |